# Luis de Tapia
Luis de Tapia Romero (Madrid, 25 de octubre de 1871-Cuart de Poblet, Valencia, 11 de abril de 1937) fue un poeta, humorista y periodista español y escritor satírico.

## Biografía
De humildes orígenes, nació en la calle del Pez de Madrid. Estudió las primeras letras con los Escolapios de la calle de Hortaleza. Pasará a estudiar enseñanza media en el Instituto de San Isidro y a vivir a la calle del Nuncio. Muerto su padre, su madre se casó en segundas nupcias con el poeta vasco Nicanor Zuricalday, quien influirá en el joven ya inclinado a los versos y a la democracia popular. También en Madrid cursó Derecho e Ingeniería, carrera esta última que dejó casi a punto de licenciarse atraído por las letras.

## Poeta satírico
Empezó a colaborar regularmente en el semanario El Gato Negro, pero sería en el periódico contestatario El Evangelio donde se hicieran muy populares sus "salmos", poesías satíricas de actualidad que firmaba con el seudónimo David; sus "salmos" estarán también presentes en la segunda época de este diario, ya abiertamente republicano y rebautizado El Nuevo Evangelio, donde Tapia jugaría un papel relevante en la gran campaña emprendida contra Antonio Maura. Colaboró luego en ABC, Nuevo Mundo, El Imparcial y Madrid Cómico.

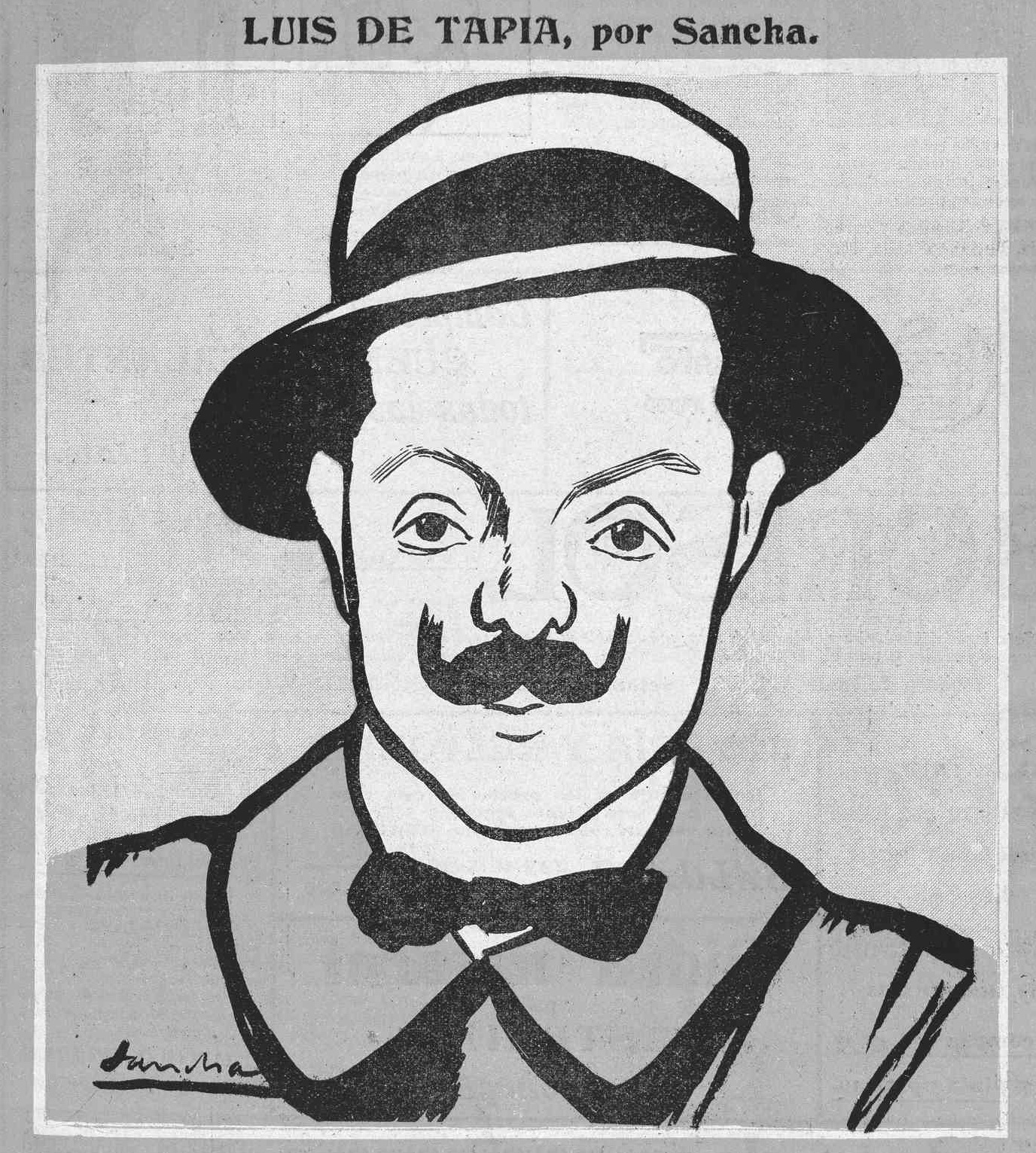
Caricaturizado por Sancha en Madrid Cómico (1911)

En 1907 fundó el semanario ¡Alegría!, al que Julio Cejador lo consideraba por entonces el mejor satírico de su tiempo. Fue en 1923 secretario de la sección de literatura del Ateneo madrileño; su defensa de la libertad de expresión en plena dictadura de Primo de Rivera le llevó a la Cárcel Modelo; hizo famosas campañas contra la inmoralidad de los gobernantes desde las secciones "Chinitas", en El País, y "Bombones y caramelos", en España Nueva.

## Parlamentario
Diputado a Cortes como republicano independiente (1931) y defensor de la República. Intervino activamente en la discusión del proyecto de Constitución y a favor de la aprobación del Estatuto de Cataluña. El Gobierno provisional de la Segunda República le ofreció el cargo de embajador en Cuba, pero lo rechazó, así como otros cargos como el del Patronato del Museo de Arte Moderno.
El propio poeta recopiló en volumen muchos de sus trabajos publicados en prensa, empezando por dos pequeños tomos de Salmos, en 1903 y 1904. El volumen Bombones y caramelos (1911) llevó prólogo de Benito Pérez Galdós; desde entonces sus famosas "coplas del día" fueron la parte más popular de diarios liberales como España Nueva, La Libertad y Ahora; se recogieron parcialmente en varios volúmenes de Coplas (1914) y Coplas del año (1917, 1918, 1920). En ellos condensaba la opinión popular progresista sobre los hechos de actualidad con gran penetración.

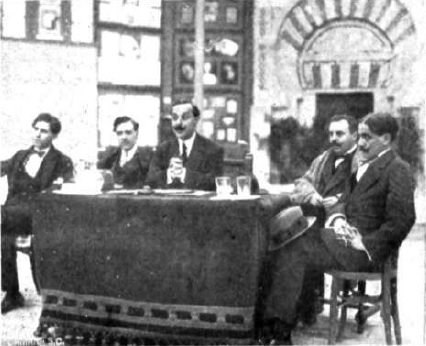
Luis de Tapia en una conferencia

En prosa escribió novelas breves, artículos de costumbres y teatro festivo, que, rechazado por los demás empresarios[cita requerida], fue representado en el pequeño Teatro Eslava de Gregorio Martínez Sierra. En este contexto, una de las obras que más éxito tuvo fue Matemos al lobo, dentro del exitosísimo programa del Teatro de los niños, que comenzó sus representaciones en el año 1921, con decorados y figurines de Rafael Barradas. Algunos de sus artículos aparecieron con posterioridad en los volúmenes Así vivimos y En casa y en la calle; el libro Un mes en París, un día en Reims, una hora en Madrid (1919) recogía las crónicas de guerra que había enviado desde Francia a El Imparcial a lo largo de 1918. Aparte de esto, tradujo la obra de teatro Rosario o la vida astuta, de Carlo Goldoni, representada en el Eslava en 1919.
En 1932 se hizo una cuestación popular, en la que colaboraron varios escritores célebres como Valle-Inclán, Enrique Díez-Canedo o Cipriano Rivas Cherif,  a fin de editar la antología 50 coplas de Luis de Tapia. Homenaje al poeta del pueblo, que se distribuyó gratuitamente. Se le incluyó asimismo en el Romancero general de la guerra española.
Cofundador el 11 de febrero de 1933 de la Asociación de Amigos de la Unión Soviética, creada en unos tiempos en que la derecha sostenía un tono condenatorio en relación con los relatos sobre las conquistas y los problemas del socialismo en la URSS.

## Guerra Civil
Republicano convencido, no se afilió a ningún partido. En la Guerra Civil española siguió publicando sus famosas Coplas del día, llamando a la resistencia contra el fascismo, cantando el heroísmo de los defensores de Madrid o condenando el asesinato de Federico García Lorca; la editorial de El Socorro Rojo publicó una antología de sus últimas coplas. Pero la contienda terminó por hacerle enloquecer, debiendo ser internado:

el poeta satírico de la República sintió tan hondamente el derrumbamiento de las libertades españolas, que enloqueció y, conducido a un sanatorio cerca de Valencia, terminó su vida acusando a la Compañía de Jesús de todos sus males, como un gran actor al final del drama...
Arturo Mori en La prensa española de nuestro tiempo.

## Familia
Contrajo matrimonio con Pilar Bolívar Pieltain, hija de Ignacio Bolívar Urrutia. La pareja tuvo como hijos a los dibujantes Luis (n. 1903) y Alma (n. 1906) y al escritor Daniel (n. 1908).

## Estilo

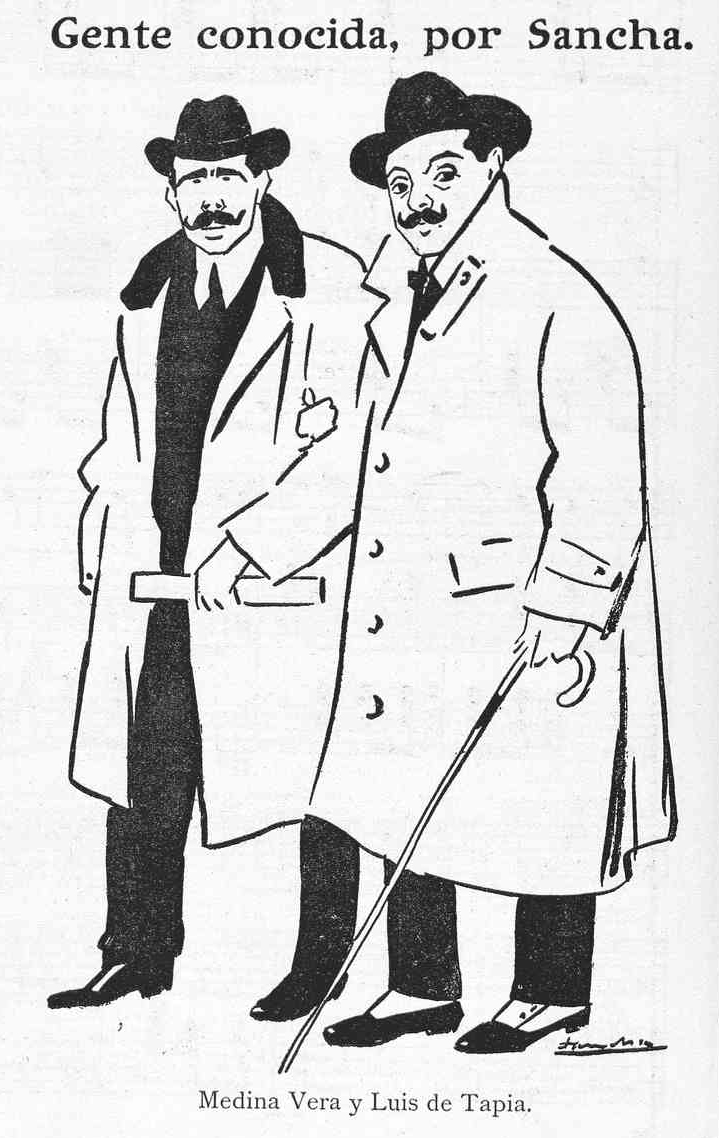
Luis de Tapia junto a su amigo el dibujante Inocencio Medina Vera

En cuanto a métrica, Luis de Tapia maneja una gran variedad de estrofas y versos: combina octosílabos y tetrasílabos con rima consonante a voluntad, escribe poemas en versos hexasílabos o tetrasílabos, rimando en consonante a voluntad, mezcla pentasílabos y decasílabos u octosílabos y pentasílabos o utiliza un serventesio dodecasílabo. Pero a pesar de este intento de creación de estrofas nuevas mezclando metros más conocidos, Tapia se centra sobre todo en estrofas tradicionales, preferentemente de arte menor. Y así, aunque escribe también sonetos, su predilección se orienta hacia moldes estróficos de carácter más popular: utiliza en varias ocasiones el romance, agrupados los octosílabos en series de cuatro versos, o el romancillo, los pareados diversos y la seguidilla. Se sirve mucho también de la copla, octosilábica o tetrasilábica, con rima consonante normalmente, y de la cuarteta de verso octosílabo, heptasílabo o hexasílabo y, frente al predominio absoluto de la asonancia en otros poetas populares, los de Tapia tienden hacia la rima consonante, utilizada en estrofas como la copla o la seguidilla, tradicionalmente asociadas a la rima asonante.
El estilo de Tapia abunda en puntos suspensivos, exclamaciones, interrogaciones retóricas, paralelismos, anáforas, las enumeraciones, los quiasmos y las estructuras binarias y hasta de los procedimientos de correlación de miembros.